# São Francisco (Manaus)
São Francisco é um bairro do município brasileiro de Manaus, capital do estado do Amazonas. Localiza-se na Zona Sul da cidade. De acordo com estimativas da Secretaria de Estado de Desenvolvimento Econômico, Ciência, Tecnologia e Inovação do Amazonas (SEDECTI), sua população era de 19 889 habitantes em 2017.

## Atualidade
Dados do bairro
- População: 19.889 habitantes.

## Transportes
São Francisco é servido pela

Linha 519: T5 / Cj. Tiradentes / Petrópolis / T2 / Cachoeirinha / T5

## História
O bairro de São Francisco, em Manaus, teve seu processo de ocupação iniciado por volta do ano de 1947, quando trabalhadores que fabricavam carvão começaram a se fixar na região. Nesta época, a paisagem do bairro era dominada por grande quantidade de caieiras, fornos nos quais era fabricado o carvão, mas já contava com algumas casas de madeira, habitada pelos próprios trabalhadores e suas famílias.
Por volta do ano de 1951, o coronel Alexandre Montoril deu início ao processo de urbanização da comunidade ao fazer um estudo topográfico do local e, depois, a distribuição de lotes para quem quisesse morar ali.
Com esta iniciativa, o coronel conseguiu atrair expressivo número de moradores e impulsiona a urbanização do bairro. Conforme relatos de moradores antigos, a maior parte dos lotes foi ocupada por famílias vitimadas pela grande cheia do rio Negro, de 1953, que inundou boa parte da orla da cidade, fazendo com que moradores ribeirinhos perdessem suas casas.
Como era comum neste período, o bairro também recebeu moradores de outras localidades de Manaus, além de interioranos e habitantes de diversos estados do Brasil, criando no São Francisco uma população bastante heterogênea quanto sua origem. 
No entanto, aquele que hoje é considerado o fundador do bairro, o coronel Alexandre Montoril, nunca foi morador do São Francisco, preferindo permanecer apenas como líder da comunidade. Foi ele inclusive quem deu nome ao local, embora não se tenha certeza sobre o motivo que o levou a escolher o nome do santo. 
O batismo do bairro é rodeado de folclore, pois alguns moradores afirmam que o coronel falava de sua vinda para esta localidade por causa de um sonho que tivera com São Francisco de Assis. 
No entanto, outros dizem que, nas suas andanças pelo bairro, o coronel encontrou uma pequena imagem do santo, fato este que causou um grande impacto na vida dele e para quem ele contava a história. 
Com a popularização da história do achado do coronel, o bairro ganhou o nome de São Francisco, tendo acrescido a este fato a versão de que no local onde Montoril encontrou a imagem foi construída a primeira capela em homenagem ao santo. De verdade mesmo, sabe-se que a paróquia foi criada oficialmente em 04 de outubro de 1956. De especulação, alguns moradores comentam que o bairro, antes de se chamar São Francisco, tinha o nome de Coari, fato não comprovado oficialmente. 

## Conquistas Sociais
Ao longo dos anos, os moradores foram conquistando benefícios para o bairro, como asfaltamento das ruas, posto de saúde, casa do programa Médico da Família, quadra poliesportiva, escolas públicas estaduais e municipais e linhas de ônibus que fazem os trajetos bairro-centro. 
O São Francisco também mantém atividades econômicas desenvolvidas, com o bairro possuindo forte rede de comércio, indústrias, oficinas mecânicas, borracharia, panificadoras, drogarias, academia de ginástica, lojas de material de construção, sorveteria, lanchonetes, locadoras de fitas e DVD´s, feira coberta e cafés regionais. 
O São Francisco também tem uma agremiação carnavalesca, a escola de samba Primos da Ilha, que todos os anos participa do Carnaval de Manaus, contando com torcida apaixonada no bairro. A comunidade pode contar ainda com apoio de um grupo da Associação de Alcoólicos Anônimos, que tenta recuperar pessoas envolvidas com vício do álcool.
Duas associações defendem os interesses dos moradores do bairro, sendo uma conhecida por Associação do Cafundó, que representa especificamente aqueles que moram no núcleo 2, uma área de muitos declives e morros, fundada em 1988. 
A outra é a Associação Beneficente dos Amigos do Bairro de São Francisco, fundada por Alexandre Montoril, em 1952. O São Francisco também está em vias de ter uma nova agremiação, a Villas Lobos, que está em fase de implantação. 
Com poucas áreas públicas, resta aos moradores a praça Coari, localizada em frente à igreja de São Francisco, e ponto de encontro de todas as gerações. Neste logradouro são realizados os festejos do padroeiro, a procissão de São Francisco e o festival folclórico.
A praça recebeu esse nome em homenagem à cidade de Coari, da qual Alexandre Montoril foi prefeito. 
Para quem vive no bairro, a igreja de São Francisco de Assis representa  a religiosidade dos seus moradores, que em grande maioria professam a fé católica. 
A festa do santo, no dia 04 de outubro, atrai uma multidão de fiéis de toda a cidade e já é tradicional sua procissão, que percorre as principais ruas do bairro.

## Igreja de São Francisco
A igreja de São Francisco nem sempre foi localizada onde está atualmente. A primeira capela, construída de taipa e coberta de palha, era na rua General Carneiro, depois transferida para seu endereço atual, mas não com a construção definitiva.
A segunda igreja foi construída de alvenaria, mas como na época o bairro não possui ruas, todo o material de construção, desde tijolos e cimento teve de ser transportado na cabeça das pessoas, num trabalho que exigiu grande sacrifício de toda a comunidade.
A maior parte dos tijolos que ergueu as paredes da igreja foi trazida da Vila Municipal na cabeça, principalmente, de mulheres e crianças. 